# Krzysztof Gawronkiewicz
 (septembre 2018).
Si vous disposez d'ouvrages ou d'articles de référence ou si vous connaissez des sites web de qualité traitant du thème abordé ici, merci de compléter l'article en donnant les références utiles à sa vérifiabilité et en les liant à la section « Notes et références ».
Krzysztof Gawronkiewicz, né le 1er avril 1969 à Varsovie, est un illustrateur polonais, dessinateur de bande dessinée.

## Biographie
Après une scolarité dans un lycée d'arts plastiques, il étudie dans deux facultés de l'Académie des beaux-arts de Varsovie : architecture d’intérieur et graphisme. 
Il est notamment l’auteur des dessins des BD Mikropolis, Tabula Rasa, Przebiegłe dochodzenie Ottona i Watsona (2 tomes, traduits en français), Achtung Zelig (traduit en français).
Il a été publié dans différents périodiques notamment Nowa Fantastyka.
Il a remporté plusieurs prix en France, en Pologne et dans d'autres pays[réf. nécessaire].

## Publications
éditions françaises
- Les Extravagantes Enquêtes d’Otto et Watson (Glénat), collection Grafica, scénario : Grzegorz Janusz
  - t. 1 Essence, 2005  (ISBN 978-2-7234-4618-1)
  - t. 2 Romantisme, 2007  (ISBN 978-2-7234-5749-1)
- Achtung Zelig ! scénario : Krystian Rosenberg, couleurs : Graza, traduction : Weronika Kasprzak, Casterman, 2005, Collection  Un Monde  (ISBN 978-2-203-39148-2)
  - L'Insurrection, Avant l'orage, tome 1, avec Marzena Sowa (scénario), Dupuis, coll. « Aire Libre », 2014